# Ectoparasitosis

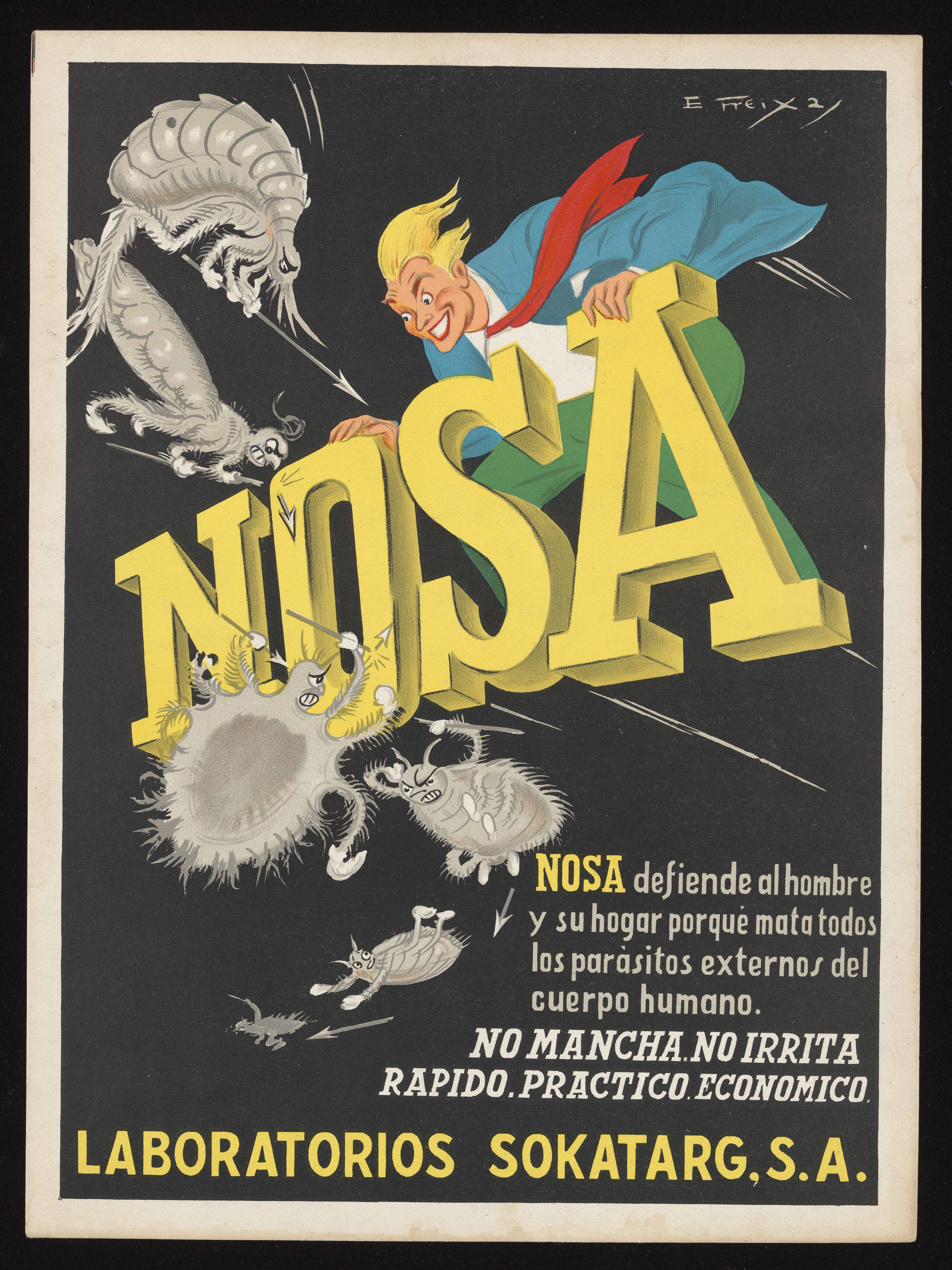
Anuncio del tratamiento Nosa contra parásitos corporales creado para Laboratorios SOKATARG.

Las ectoparasitosis son dermatosis parasitarias ubicuas y contagiosas entre las que destacan, por su frecuencia, la pediculosis y la escabiosis. Se encuentran muy ampliamente distribuidas.
Las pediculosis del cuero cabelludo plantean un problema de salud pública por su alta prevalencia en el medio escolar y por las dificultades terapéuticas (resistencia a los insecticidas, posibles efectos nocivos de éstos). Los piojos del cuerpo, que afectan principalmente a quienes viven en condiciones muy precarias, pueden ser vectores de infecciones bacterianas, a veces graves y de carácter epidémico. La pediculosis púbica y la escabiosis se cuentan entre las enfermedades de transmisión sexual. La escabiosis es frecuente en las colectividades: centros geriátricos, centros de recuperación para personas de edad, cárceles y hogares de acogida.
Según las características del paciente, pueden surgir difíciles problemas diagnósticos y terapéuticos.
La administración oral de ivermectina ha facilitado el tratamiento de la escabiosis, sobre todo cuando ésta es profusa o se sitúa en una colectividad. El desarrollo de nuevos agentes antiparasitarios y la emergencia de resistencias a los insecticidas obligan a reconsiderar las estrategias terapéuticas de las ectoparasitosis.